# Миаз полового члена
Миаз полового члена (Penile myiasis, Penis Myasis) — редкое преимущественно тропическое заболевание полового члена, вызванный паразитированием в нём личинок мух, и характеризующийся болью, лихорадкой и другими проявлениями.
Возбудителями данного миаза являются в основном Cordylobia anthropophaga (см. Кордилобиоз) и Dermatobia hominis.
При поражении D. hominis болезнь началась с зуда, возникновения болезненного маленького узелка на головке полового члена. Из раны стал выделяться окровавленный серозный экссудат. Поражённая область гиперемирована, с изъязвлениями. Клиническая картина напоминала первичный сифилис. Диагноз устанавливают на основании обнаружения личинки (см. Дерматобиаз).
Некоторые синантропные мухи откладывают яйца на грязное бельё, с которого личинки проникают в уретру, обуславливая мочеполовой миаз.
К миазу полового члена предрасполагают онкологические заболевания данного органа, нечистоплотность, ношение одежды, не препятствующей насекомым садиться на половой член.
Лечение: удаление личинок, обработка ран. Прогноз обычно благоприятный; иногда требуется полная ампутация поражённого органа.